# Municipio de Englewood (Kansas)
El municipio de Englewood (en inglés: Englewood Township) es un municipio ubicado en el condado de Clark en el estado estadounidense de Kansas. En el año 2010 tenía una población de 125 habitantes y una densidad poblacional de 0,23 personas por km².

## Geografía
El municipio de Englewood se encuentra ubicado en las coordenadas 37°8′54″N 100°0′33″O / 37.14833, -100.00917. Según la Oficina del Censo de los Estados Unidos, el municipio tiene una superficie total de 536.07 km², de la cual 535,68 km² corresponden a tierra firme y (0,07 %) 0,38 km² es agua.

## Demografía
Según el censo de 2010, había 125 personas residiendo en el municipio de Englewood. La densidad de población era de 0,23 hab./km². De los 125 habitantes, el municipio de Englewood estaba compuesto por el 92,8 % blancos, el 0,8 % eran asiáticos, el 6,4 % eran de otras razas. Del total de la población el 6,4 % eran hispanos o latinos de cualquier raza.